# Szeroka Kopa (Tatry)
Szeroka Kopa (słow. Tretia kopa, 2133 m) – jeden z trzech wierzchołków grani Trzech Kop (Tri kopy) w słowackich Tatrach Zachodnich. Wierzchołek znajduje się pomiędzy przełęczą Hruba Przehyba a kolejnym wierzchołkiem Trzech Kop – Drobną Kopą w głównej grani Tatr Zachodnich.
Granitowe ściany Szerokiej Kopy opadają na północ do kotłów lodowcowych Rohackich Stawów. Po raz pierwszy przeszli je Zygmunt Klemensiewicz i Stanisław Krystyn Zaremba w 1932 r. Pierwsze przejście zimowe grani Trzech Kop – Adam Karpiński i Wacław Tarnowski w 1936 r.

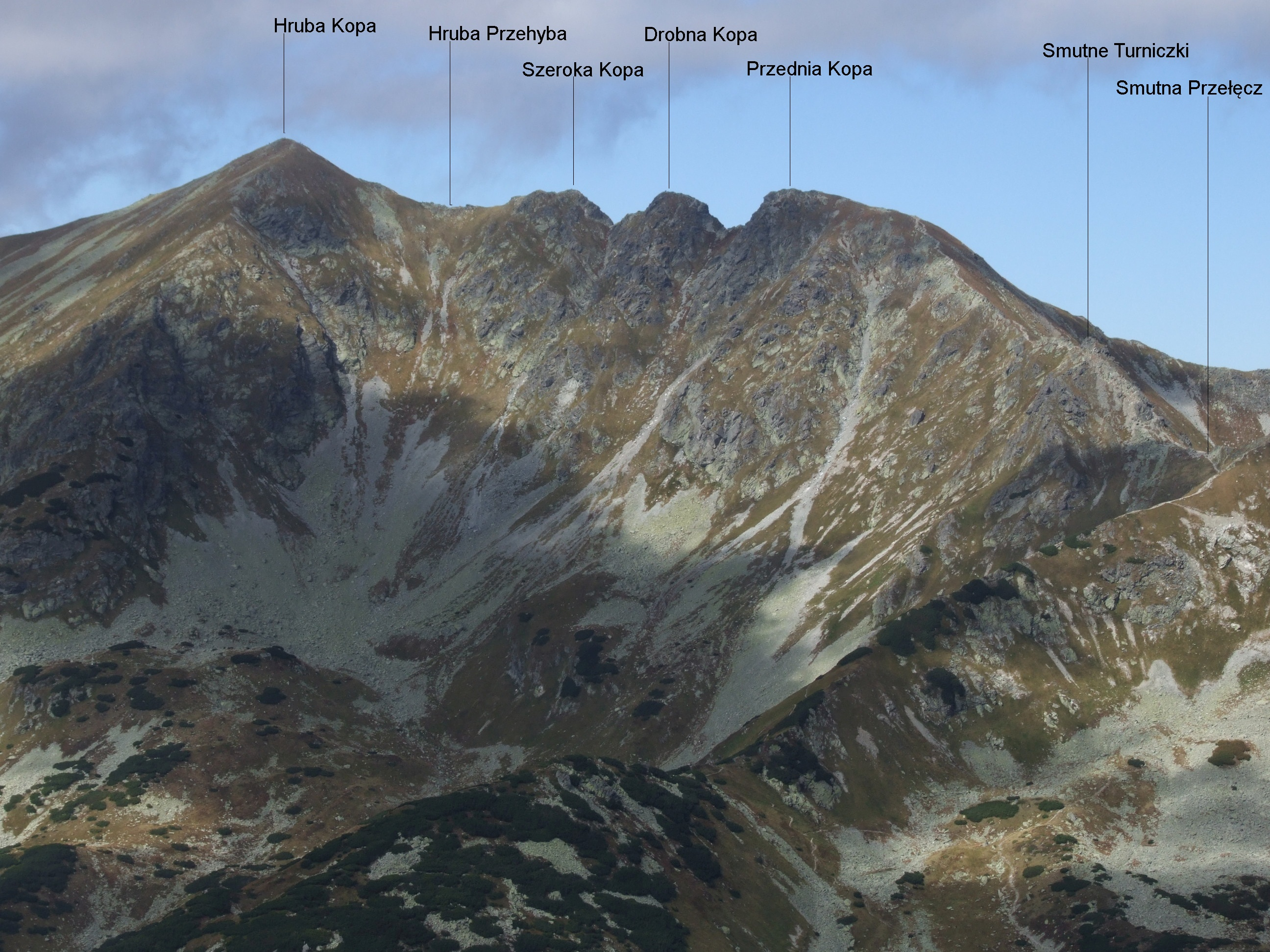
Widok z północnej grani Barańca

Również skaliste, ale mniej strome południowe stoki Drobnej Kopy opadają do kotła lodowcowego Wielkie Zawraty w górnej części Doliny Żarskiej. Jan Alfred Szczepański, taternik i pisarz górski, tak opisywał przejście granią Trzech Kop: Tu i ówdzie odstrzelały igły i dzioby i grzbiet najeżał się trudnościami: wysokogórska grań, dająca taternickie emocje. Jednomyślnie zgadzamy się, że to łańcuch piękniejszy niż Rohacze. Obecnie granią Szerokiej Kopy prowadzi szlak turystyczny ubezpieczony łańcuchami.

## Szlaki turystyczne
– czerwony, biegnący główna granią Tatr Zachodnich na odcinku od Smutnej Przełęczy do Banikowskiej Przełęczy przez Trzy Kopy, Hrubą Kopę i Banówkę. Czas przejścia fragmentu szlaku: 2 h, z powrotem tyle samo